# Ptaky (album)
Ptaky – debiutancki album zespołu Ptaky wydany 13 września 2004 roku, nakładem firmy fonograficznej Sony Music Entertainment Poland.

## Lista utworów
1. „Początek” (P. Łukaszewski) – 0:53
2. „Jaszczur” (S. Makowski - P. Łukaszewski) – 3:49
3. „Wanna” (S. Makowski - P. Łukaszewski) – 4:16
4. „Dr. Frankenstein” (S. Makowski - P. Łukaszewski) – 3:59
5. „Chroń to, co masz” (S. Makowski - P. Łukaszewski) – 4:18
6. „Zimny” (S. Makowski - P. Łukaszewski) – 4:10
7. „Ptaki” (S. Makowski - P. Łukaszewski) – 4:00
8. „Polityk” (S. Makowski - P. Łukaszewski) – 3:44
9. „Rzeka” (S. Makowski - P. Łukaszewski) – 4:04
10. „Krótka instrukcja parzenia herbaty” (S. Makowski - P. Łukaszewski) – 3:58
11. „Fanatyk” (S. Makowski - P. Łukaszewski) – 4:04
12. „Mucha” (S. Makowski - P. Łukaszewski) – 4:12
13. „Czarne słońce” (S. Makowski) – 2:26

## Twórcy
Ptaky
- Sebastian Makowski – śpiew
- Piotr Łukaszewski – gitara prowadząca, instrumenty klawiszowe
- Daniel Werner – perkusja, loopy
- Marcin Kłosowski – gitara basowa
- Krzysztof Dobiszewski – gitara rytmiczna

Muzycy sesyjni
- Milena Stąpor – śpiew - utwór (4)
- Magda Koronka – skrzypce - utwór (13)

Produkcja
- Nagrywany: 2004 w Red Studio w Gdańsku
- Realizacja nagrań: Piotr Łukaszewski
- Teksty: Sebastian Makowski
- Aranżacja: Sebastian Makowski / Piotr Łukaszewski
- Wytwórnia: Sony Music Entertainment Poland
- Producent: Piotr Łukaszewski